# Batik (software)
Este artículo trata del software Batik, para la técnica de teñido véase batik
Batik es una biblioteca Java que se puede utilizar para renderizar, generar y manipular gráficos SVG. SVG es un lenguaje de marcado XML para describir gráficos vectoriales bidimensionales (en 2D). El proyecto recibió soporte por parte de IBM y después el código donado a la Apache Software Foundation donde otras compañías y equipos decidieron unir esfuerzos.

## Funciones
Batik posee un conjunto de módulos principales que proporcionan las siguientes funcionaliades:
- renderizado y modificación dinámica de contenido SVG,
- transcodificar contenido SVG a gráficos rasterizados (mapas de bits), tales como PNG, JPEG y TIFF,
- transcodificar Metaarchivos de Windows a SVG (WMF o Windows Metafile Format) es el formato de imagen vectorial usado por las aplicaciones Microsoft Windows),
- y manejar scripting (escritura de guiones o archivos de órdenes) y eventos de usuario en documentos SVG.

La distribución de Batik contiene también un navegador listo para usar (llamado Squiggle) que hace uso de los módulos de arriba.
El nombre de la librería viene de la técnica de teñido de textiles así llamada (batik).

## Estado actual
Batik fue durante mucho tiempo el programa que mejor implementaba el estándar SVG SVG 1.1 y está actualmente una pequeña fracción detrás de Opera.
La versión 1.7, disponible el 10 de enero de 2008, tiene una implementación casi completa del estado actual de la especificación sXBL, una casi completa implementación de las funciones de SVG declarative animation SMIL, y algunas de la SVG 1.2 de octubre de 2004 en borrador (véase SVG).